# Grupo da Abadia
Grupo da Abadia (em francês groupe de l'Abbaye) foi uma comunidade artística e literária utópica fundada durante o mês de outubro de 1906. Foi nomeada em referência à abadia de  Créteil, já que a maioria dos encontros ocorreu naquele subúrbio de Paris.
Os principais instigadores foram os escritores Charles Vildrac, Georges Duhamel, René Arcos, assim como o pintor Albert Gleizes e o músico Albert Doyen.